# Kékesd
Kékesd é um município da Hungria, situado no condado de Baranya. Tem 8,11 km² de área e sua população em 2019 foi estimada em 149 habitantes.